# 下新保駅
下新保駅（しもにいぼえき）は、かつて新潟県長岡市永田にあった越後交通栃尾線の駅である。1975年（昭和50年）4月1日、栃尾線の全線廃止により廃駅となった。

## 駅構造
地上駅で、無人駅。詳しい構造は不明だが、列車交換は不可能だった。長岡市内を栖吉川と平行して流れる福島江用水路から、現新保２丁目地内で分岐する農業用水に沿って
路線とホームが平行する形で配置されていた。

## 歴史
- 1916年（大正5年）9月9日 - 栃尾鉄道により開業。
- 1956年（昭和31年）11月20日 - 社名変更に伴い栃尾電鉄の駅となる。
- 1960年（昭和35年）10月1日 - 長岡鉄道、中越自動車との3社合併により越後交通の駅となる。
- 1975年（昭和50年）4月1日 - 栃尾線の全線（長岡 - 上見附間）廃止により廃駅となる。

## 駅跡
栖吉川の橋梁跡近辺から続く遊歩道「ふれあい緑道」の終点近くにある休憩所が駅跡。「ふれあい緑道」はそこまでであるが、舗装はその200mほど先にある川の所まで続いている。そこから草むらに覆われた線路跡が残っている。

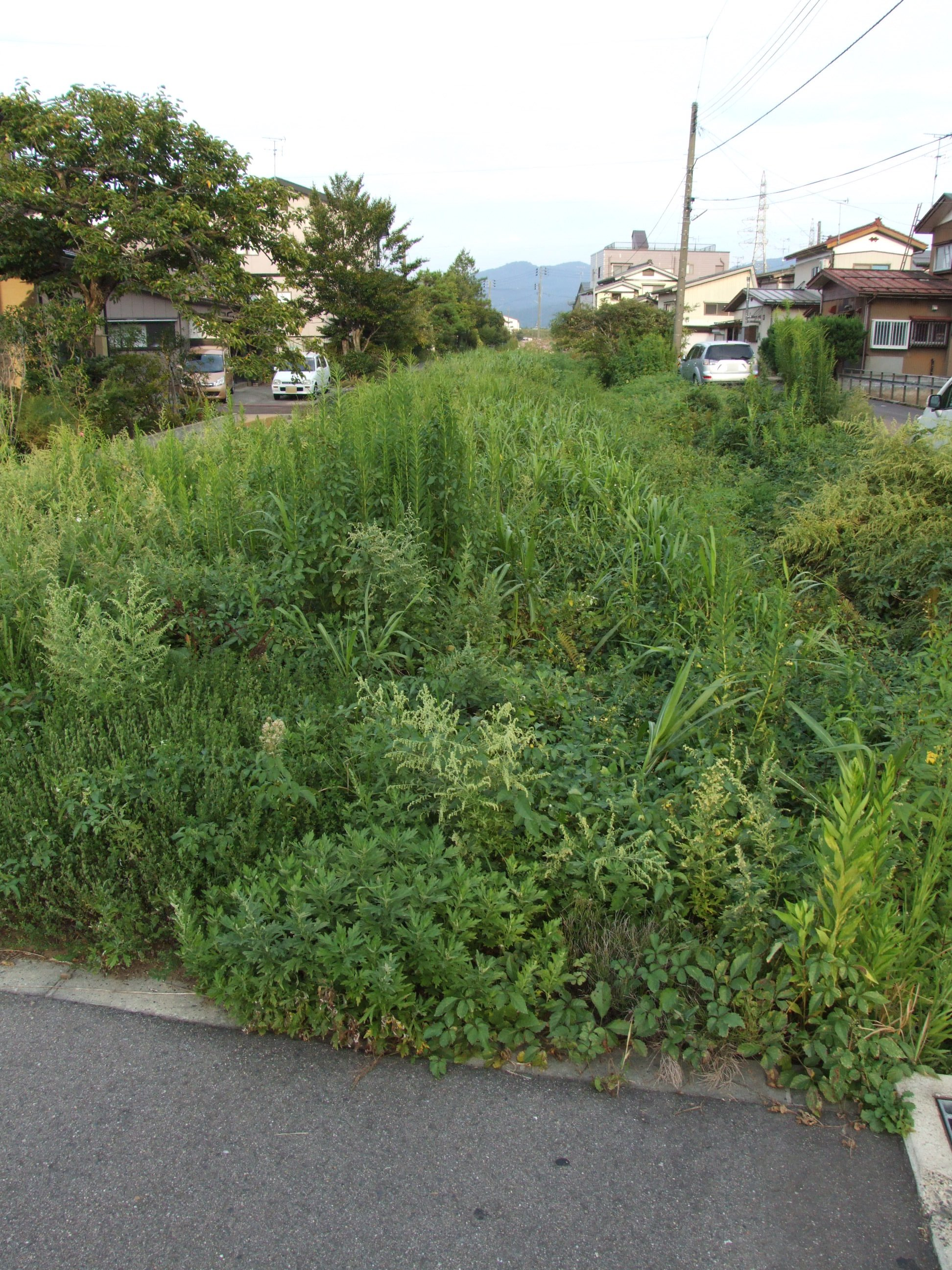
下新保駅跡から上見附側250mほど先に姿を現す廃線跡。上見附側を望む。（2011年9月16日）

## 駅周辺
2015年現在の周辺施設は以下のとおり。
- 新潟県道8号長岡見附三条線
- セブン-イレブン長岡永田店
- JAながおか資材センター永田店
- 長岡永田郵便局
- 諏訪神社
- 中越高等学校
- 鵬幼稚園
- 越後交通新保１丁目バス停

## 隣の駅
越後交通
栃尾線（廃止）
下長岡駅 - 下新保駅 - 小曽根駅